# أنجيلا لي
أنجيلا لي هي فنانة الدفاع عن النفس كندية، ولدت في 8 يوليو 1996 في فانكوفر في كندا.

## وصلات خارجية
- أنجيلا لي على موقع شيردوغ (الإنجليزية)
- أنجيلا لي على موقع IMDb (الإنجليزية)